# José María Montenegro Soto
José María Montenegro Soto (Mondoñedo, 1868 - Lugo, 7 de juliol de 1934) fou un polític i propietari agrari gallec. La seva família era propietària de terres a Abadín i estudià amb els Jesuïtes de Pasaxe. Fou membre de la Reial Acadèmia de la Història a Lugo. A les eleccions generals espanyoles de 1933 fou elegit diputat per la província de Lugo per Renovación Española.